# Komunismus

Červená je symbolem komunismu od 19. století, kdy byla popularizována Pařížskou komunou.

Komunismus (z latinského communis = „společný“) je politická ideologie požadující společné vlastnictví a odmítající třídní rozdíly mezi lidmi. Její zastánci se nazývají komunisté. Někdy se slovem komunismus označuje také hypotetická komunistická společnost nebo komunistický režim, tedy politický režim států ovládaných komunistickými stranami.
Za předchůdce komunistické myšlenky je považován Platón. Ten však mínil své ideje aplikovat pouze na vládnoucí a vojenskou třídu a formuloval své postoje především jako otázky mravní, až následně ekonomické. Platón ovlivnil i moderní teoretiky komunismu, včetně Marxe a Engelse.
Jako významná politická síla se komunistické ideje objevily v první polovině 19. století a v rámci politické levice vznikla řada směrů komunismu lišících se jak pojetím budoucí rovnostářské společnosti, tak i navrhovanými prostředky k jejímu dosažení. Nejvlivnějšími teoretiky komunismu se po polovině 19. století stali Karl Marx a Friedrich Engels, kteří také stáli u zrodu prvních komunistických organizací a vtiskli komunismu revoluční charakter: soukromé vlastnictví mohou vykořisťovaní zrušit jen násilím. Vedle marxismu měl až do druhé světové války jistý význam také anarchokomunismus, jehož hlavní teoretikem byl Petr Kropotkin.
První revolucí ovlivněnou komunistickými myšlenkami bylo povstání pařížských komunardů roku 1871, které se však udrželo jen krátce. Trvaleji získali komunisté moc poprvé v Rusku roku 1917 říjnovou revolucí pod vedením V. I. Lenina. Po druhé světové válce se komunismus prosadil i v mnoha jiných zemích včetně Československa, kde komunisté vládli od února 1948 do listopadu 1989. Evropské komunistické režimy se zhroutily v revolucích roku 1989 nebo brzy poté. V současnosti existující režimy v Číně a ve Vietnamu na rozdíl od evropského komunismu umožnily poměrně svobodné soukromé podnikání spojené s cílevědomou hospodářskou politikou. Marxisticko-leninistické režimy sice často přinesly určité sociální jistoty a vzdělání širokým vrstvám obyvatelstva, nebyly však dlouhodobě schopny ekonomicky a technologicky konkurovat západním tržně orientovaným liberálním demokraciím. Navíc připravily o život desítky milionů lidí během katastrof jako byly sovětský hladomor na Ukrajině (1932–1933), velká čistka (1936–1938) nebo v Číně hladomor způsobený programem Velký skok vpřed (1958–1962) i vraždění a ničení kulturních památek za kulturní revoluce (1966–1969). Česká republika považuje komunistický režim v letech 1948–1989 za protiprávní.

## Počátky
Idea komunismu se rodila dávno před tím, než se jí chopily marxistické levicové strany. Řada pojmů a tezí marxismu se na různých místech objevila již před Marxem, třebaže až Marx s Engelsem vypracovali jejich syntézu a plně je začlenili do kontextu dobové filosofie a ekonomie.

### Raní myslitelé

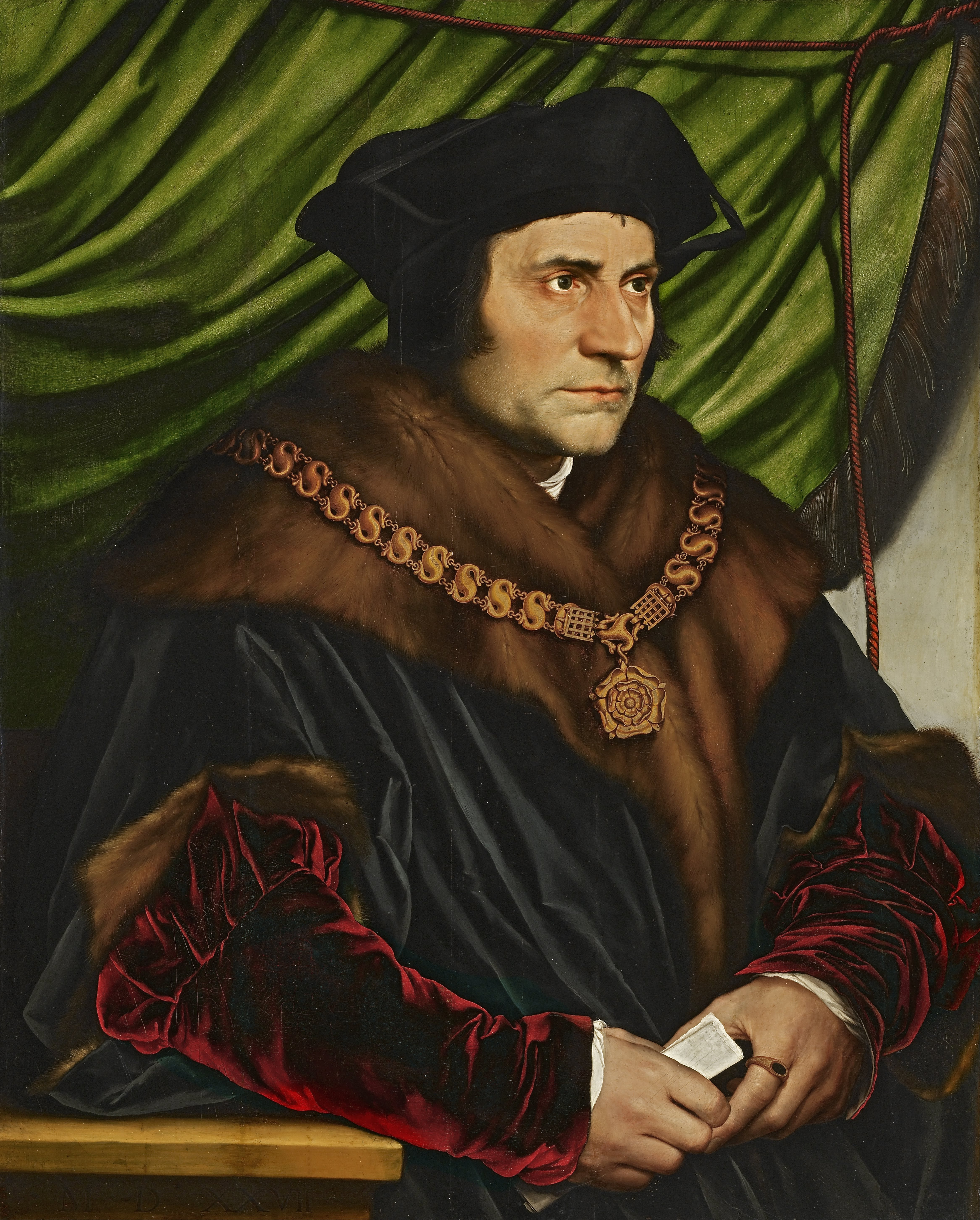
Thomas More

Ideál rovnostářské a kolektivistické společnosti se dá vystopovat již do antiky. Platónova Ústava navrhuje kolektivní výchovu dětí a správu vlastnictví. Vůdce povstání otroků Spartakus často sloužil jako inspirace sociálním revolucionářům. Politicky byly vykládány i náboženské ideály křesťanství, zejména Ježíšovo Horské kázání a sdílení majetku v prvokřesťanské obci, jak je popisují Skutky apoštolů.

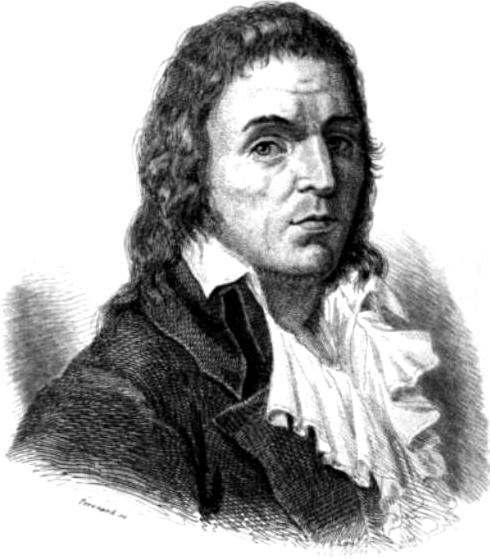
Gracchus Babeuf

Evropský středověk a raný novověk znal náboženská společenství, praktikující či propagující „křesťanský komunismus“ sdílení majetku. Vedle běžných církevních řádů šlo o nezávislé skupiny typu shakerů 18. století či radikální reformátory jako byl Thomas Müntzer. V českém prostředí je možno chápat jako projev komunismu odevzdávání majetku do společných kádí při příchodu do husitského města Tábor v období husitského hnutí v 15. století. Vznikaly knihy popisující smyšlené rovnostářské společnosti jako Moreova Utopia (1516) či Campanellův Sluneční stát (1623).
V 18. století se kritika sociální a mocenské nerovnosti rozšířila zejména ve Francii. Jejími nositeli byli osvícenští filozofové jako Jean-Jacques Rousseau nebo revoluční politici jako Jean Paul Marat a především Gracchus Babeuf, podle něhož má každý člověk od přírody právo na stejný podíl všech statků.

### Zrod evropské levice
Vlastní počátky politické levice v dnešním slova smyslu se kladou do prvních dekád 19. století. Vedle zárodků dnešních socialistických a komunistických hnutí do těchto kruhů patřili i raní odboráři, křesťanští utopisté, rané feministky nebo první anarchisté.

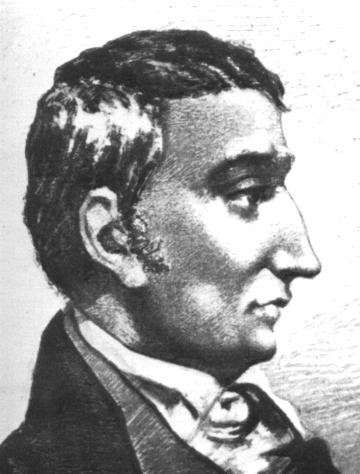
Henri de Saint-Simon

Termín komunismus zřejmě poprvé použil roku 1839 francouzský utopista Étienne Cabet pro jím založené komunitní hnutí a roku 1840 tak britský socialista John Goodwyn Barmby označil Babeufovu nauku. Také slovo socialismus se začalo používat kolem roku 1845 a oba termíny tehdy ještě v podstatě byly chápány jako synonyma. Jejich použití se řídilo spíše regionální a náboženskou příslušností: v kontinentální Evropě se „komunismus“ považoval za ateističtější a radikálnější než „socialismus“, a naopak v Anglii ateisté dávali přednost označení socialisté.
Levicové hnutí se soustřeďovalo do průmyslově nejvyspělejších zemí Evropy. Ve Francii s její rousseauovskou a babeufovskou tradicí působili například Henri de Saint-Simon, z jehož okruhu pochází termín „vykořisťování člověka člověkem“, Charles Fourier, autor slova feminismus a zakladatel komun dobrovolníků, Louis Auguste Blanqui, tvůrce pojmu „diktatura proletariátu“, který strávil desítky let v žalářích za revoluční činnost, a otcové anarchismu Pierre-Joseph Proudhon, autor okřídleného rčení „vlastnictví je krádež“, a ruský anarchista Michail Bakunin.

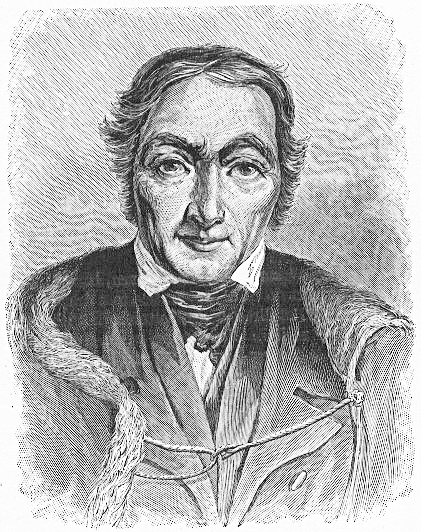
Robert Owen

K raným anglickým sociálním reformátorům patřil Robert Owen, zakladatel družstevního hnutí. V Anglii také působili chartisté, nazvaní podle Lidové charty (People's Charter) publikované roku 1838 a požadující rovné volební právo pro neprivilegované vrstvy. V polovině 19. století se levicové hnutí rozšířilo i do Německa a Itálie.
Vznik socialismu a komunismu právě ve vyspělých státech souvisí s průmyslovou revolucí, která vytvořila průmyslovou dělnickou třídu, socialisty zvanou proletariát. Dělníci, kteří nevlastnili nic než svoji práci, byli vystaveni krušným pracovním podmínkám; dobové veřejné mínění ohledně postavení nejchudších burcovaly knihy typu Engelsova Postavení dělnické třídy v Anglii nebo Dickensových románů jako Oliver Twist či Malá Dorritka. Levicoví aktivisté proto vykládali původně liberální ideu rovnosti, pocházející z Francouzské revoluce, ve smyslu nejen rovnosti příležitostí, ale i rovnosti majetku.
Marxisté nazývají tuto ranou etapu levicových teorií utopický socialismus, zatímco svoje vlastní názory označují jako vědecký socialismus či vědecký komunismus.

### Komuny dobrovolníků

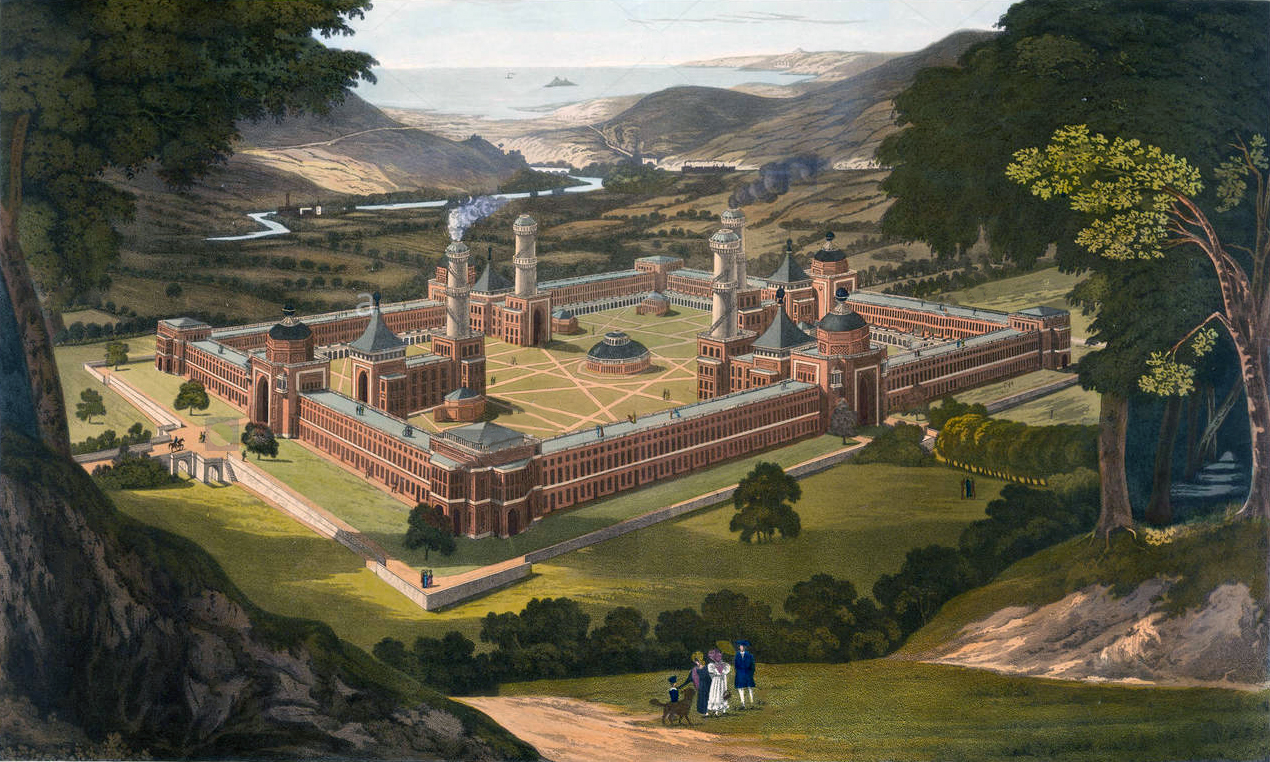
Neuskutečněná představa Owenovy Nové Harmonie

Sdílení majetku a životní úrovně je běžné v malých skupinách vzájemně blízkých lidí, jako jsou rodiny nebo náboženské řeholní komunity – přerozdělování zde probíhá na základě potřeby a bez použití peněz. Počínaje první polovinou 19. století levicoví myslitelé uskutečnili řadu experimentů s umělým ustavením rovnostářství v uzavřených komunitách dobrovolníků. Nejznámějším byla Nová Harmonie, již založil Robert Owen roku 1825 v americkém státě Indiana. Nová harmonie se rozpadla po čtyřech letech následkem sporů mezi svými členy a podobný osud dříve či později čekal i většinu ostatních sociálních experimentů tohoto typu. Do této linie ovšem patří i pozdější izraelské kibucy, zakládané od počátku 20. století židovskými socialisty v Palestině, nebo komunitní experimenty probíhající v západním světě zejména v 60. letech 20. století.
Zakládat utopické Jednoty svobodomyslných do Spojených států odjel roku 1869 rovněž moravský buditel František Matouš Klácel. Ten se také zasloužil o uvedení idejí socialismu a komunismu do českého prostředí v Listech přítele přítelkyni o původu socialismu a komunismu (1849), adresovaných Boženě Němcové.

## Marxistické hnutí
Zdaleka nejvlivnější teorii komunismu vytvořili Marx a Engels kolem poloviny 19. století. Filozof Leszek Kołakowski nazývá éru od Marxovy smrti do komunistického převratu v Rusku „zlatým věkem marxismu“ v protikladu ke „zhroucení“, které následovalo s nástupem Stalina.

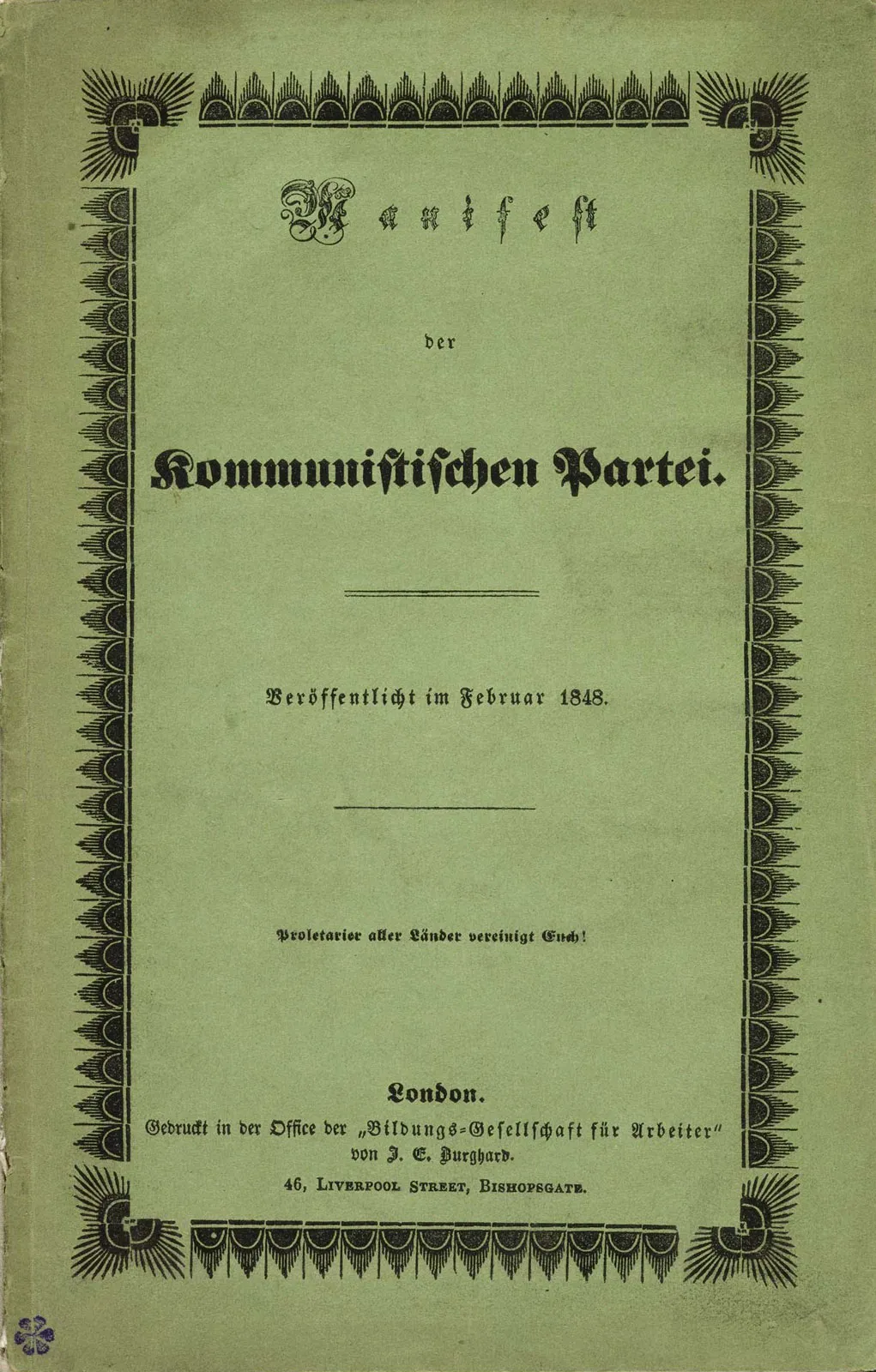
Komunistický manifest, titulní list prvního vydání, Londýn 1848

### Teorie

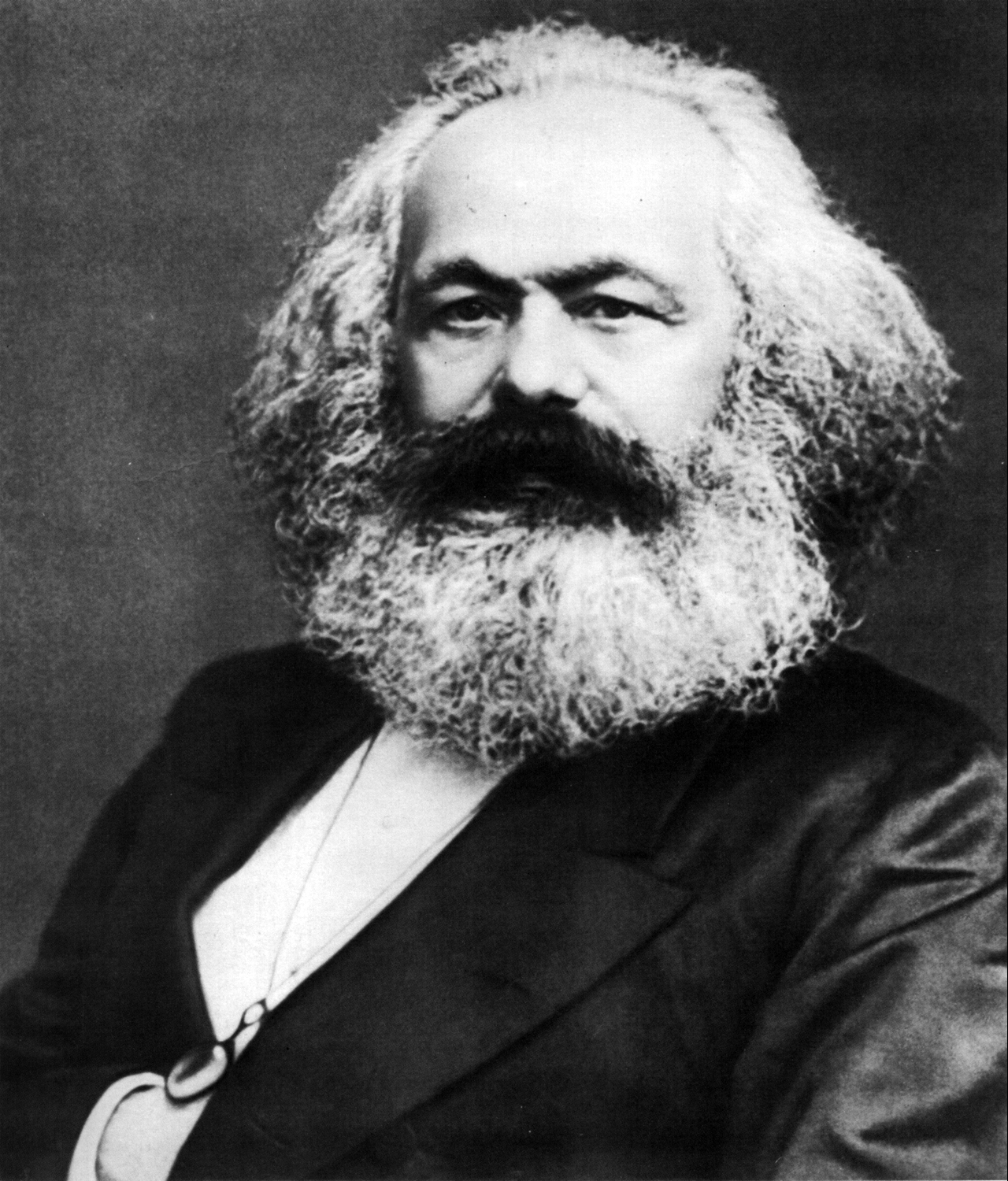
Karl Marx

Teorie komunismu, kterou vypracovali Karl Marx a Friedrich Engels ve 40. až 90. letech 19. století, se již za života svých autorů stala dominantní podobou levicového myšlení a s výjimkou USA jí v různých variantách zůstala až do 60. let 20. století. Všechny další vlivné levicové a sociálně kritické teorie až do současnosti buď marxismus dále rozvíjejí (např. klasická sociální demokracie, leninismus a maoismus), anebo naopak zcela opouštějí termín komunismus i úsilí o vybudování beztřídní rovnostářské společnosti (např. moderní feminismus, New Labour, ekologické hnutí). Proto je marxismus současně syntézou i vyvrcholením komunistického hnutí a často se slova marxismus a komunismus chápou jako synonymní.

#### Dějiny a výrobní způsob
Marxismus považuje dosažení komunismu za nutný výsledek dějinného procesu a působení ekonomických sil. Dějiny se mu jeví jako posloupnost stádií, definovaných především výrobním způsobem, tedy ekonomickou základnou společnosti. Od „prvotního komunismu“ prvobytně pospolné společnosti prochází lidstvo etapami otrokářství, feudalismu a kapitalismu. Počínaje otrokářstvím již existuje vykořisťování: vládnoucí třída si přivlastňuje nadhodnotu vytvořenou ovládanými třídami. V kapitalismu jako vrcholném stádiu vykořisťovatelských společností však vzniká dělnická třída, která bude jednou schopna dosáhnout poslední fázi dějin, opět spravedlivou komunistickou společnost.

#### Strana a revoluce

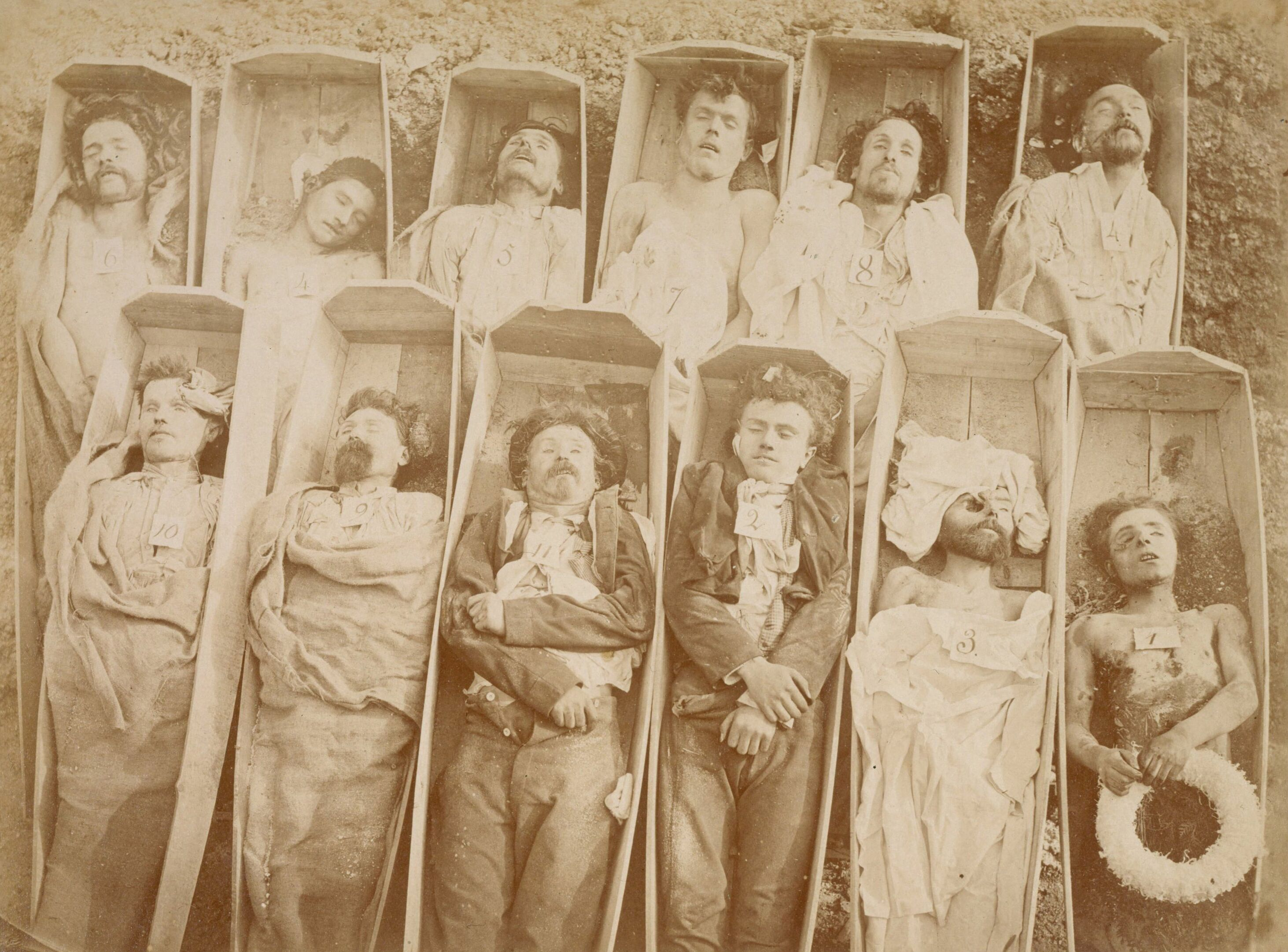
Pařížská komuna byla krvavě potlačena: mrtví komunardi v květnu 1871

Prvním předpokladem toho kroku je třídní uvědomění dělnictva: Z pasivní „třídy o sobě“ se musí stát „třídou pro sebe“, která si je vědoma svého historického poslání a pracuje pro jeho dovršení. K tomu účelu je potřeba vybudovat komunistickou stranu, která bude hrát roli předvoje dělnictva a vést je ke splnění jeho dějinného poslání, kterým je revoluční svržení vládnoucích kapitalistů a ustavení komunismu. Socialistická revoluce je jedinou cestou, jak společenský řád změnit, a v rámci revoluce je nezbytné použít revoluční násilí a nastolit diktaturu proletariátu, v níž sám proletariát se stane vládnoucí třídou, rozbije struktury státu (definovaného jako „organizované násilí“), zbaví buržoazii jejího kapitálu a zestátní výrobní prostředky. Marx měl za to, že k revoluci dojde v průmyslově nejvyspělejších státech světa a že internacionalizované dělnictvo ji uskuteční ve všech zároveň jako světovou revoluci. „Komunismus je empiricky možný jen jako čin vládnoucích národů provedený naráz a současně, což předpokládá univerzální vývoj výrobní síly a světové styky.“

#### Komunistická společnost
Marx a Engels teorii budoucí společnosti nevěnují ve svých spisech mnoho místa, více se zabývají současností a bezprostřední budoucností. V Německé ideologii píší dokonce: „Komunismus není pro nás stav, který by měl být nastolen, ani ideál, podle něhož se má řídit skutečnost. Komunismem nazýváme skutečné hnutí, které překoná nynější stav. Podmínky tohoto hnutí vyplývají z předpokladů, které existují v nynější době.“
Komunismus jako cílový stav společnosti definuje jejich Komunistický manifest takto: „Namísto staré buržoazní společnosti s jejími třídními protiklady nastoupí sdružení, ve kterém je svobodný vývoj každého jednotlivce podmínkou svobodného vývoje všech.“ Z hlediska ekonomického jde o společnost, kde každý člen přispívá podle svých možností a využívá společné zdroje podle svých potřeb (známé heslo „každý podle svých možností, každému podle jeho potřeb“). Po dosažení a dovršení komunismu postupně odumře stát a lidstvo dosáhne svobody a rovnosti jako dialektického návratu výchozí beztřídní společnosti na kvalitativně vyšší úrovni.

### Počátky mezinárodní organizace
V roce 1834 založili v Paříži němečtí socialističtí dělníci Theodore Schuster, Wilhelm Weitling a jiní Svaz pohrdaných. Z něj se roku 1836 odštěpil Svaz spravedlivých, zprvu pod vlivem Babeufa a křesťanského komunismu. Heslem bylo „Všichni lidé jsou bratři“ a cílem „ustavení království božího na zemi, založeného na ideálech lásky k bližnímu, rovnosti a spravedlnosti“. Po nezdařeném blanquistickém povstání v květnu 1839, jehož se účastnili, byli členové nuceni opustit Francii, čímž se stali mezinárodní společností. Jejich názory se radikalizovaly, mimo jiné pod vlivem Weitlingovy knihy Záruky harmonie a svobody z roku 1842, která kritizovala soukromé vlastnictví a buržoazní společnost. Roku 1847 měl Svaz spravedlivých asi 1000 členů.

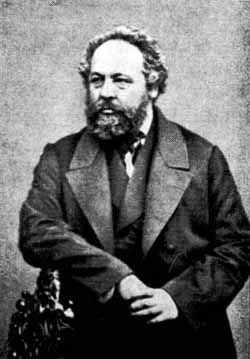
Michail Bakunin

V červnu 1847 se k Svazu spravedlivých připojil Marx se skupinou svých přívrženců. Na slučovací konferenci marxisté Svaz přesvědčili, aby změnil své heslo na „Pracující všech zemí, spojte se“, změnil organizační strukturu z tajné společnosti na politické hnutí a přejmenoval se na Svaz komunistů. Slučovací konference se tak stala prvním sjezdem první marxistické politické organizace v dějinách. Na druhém sjezdu v Londýně v listopadu a prosinci 1847 byli Marx s Engelsem pověřeni vypracováním manifestu obnovené organizace. Svého úkolu se zhostili sepsáním Manifestu komunistické strany, známějšího pod titulem Komunistický manifest. Svaz komunistů se brzy poté začal rozpadat a ukončil svou činnost roku 1852.
V roce 1864 byla v Londýně ustavena Mezinárodní asociace pracujících (International Workingmen's Association), známější dnes pod jménem První internacionála. Záměrem organizátorů, francouzských a britských odborářů, původně bylo vytvořit mezinárodní odborovou ústřednu, umožňující např. zabránit dovážení stávkokazů z jedné země do druhé. Karlu Marxovi, který byl mezi zakládajícími členy, se však brzy podařilo podstatně ovlivnit agendu i orientaci organizace a stát se jejím vůdčím představitelem. První internacionála zahrnula množství tehdejších politických filozofií, od francouzských mutualistů přes owenisty po italské přívržence Giuseppe Mazziniho. Ideové spory proto v ní byly přítomny od samotného počátku. Osudovým se nakonec stal dodnes nesmířený spor mezi marxisty a kolektivisty, jak se tehdy nazývali přívrženci Michaila Bakunina – pozdější anarchisté. Kolektivisté upřednostňovali přímý boj proti kapitalismu, marxisté chtěli pro dosažení komunistické společnosti využít politické struktury státu. Roku 1872 se na kongresu v Haagu organizace rozštěpila a marxistická větev zanikla brzy poté, v roce 1876.
Komunisticky smýšlející anarchisté, zvaní anarchokomunisté, zůstali menšinovou politickou silou na levici, která hlásala zrušení státu i soukromého vlastnictví a dobrovolnou práci členů komun. Samostatnou teorii odlišnou od jiných anarchistických směrů vypracovali koncem 19. století italští členové první internacionály jako Carlo Cafiero a Errico Malatesta a především ruský anarchista Petr Kropotkin. Anarchokomunisté atamana Machny v době ruské občanské války počátkem 20. let 20. století ovládali část Ukrajiny, kde vytvořili politický útvar Machnovščyna. Koncem 30. let pak byli leví anarchisté významnou součástí republikánských sil během španělské občanské války, kdy v rámci revoluce spravovali rozsáhlá území Katalánska, Aragonu, Andalusie a části Valencie.

### Pařížská komuna

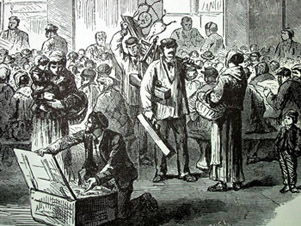
Pařížská komuna vrací dělníkům nástroje, které byli nuceni zastavit v době obléhání

V době přes dva měsíce trvajícího povstání Paříže na jaře 1871 během prusko-francouzské války byla zvolena městská rada sestávající z radikálně levicových, marxistických poslanců. V obleženém městě se snažila přijímat sociální, politická a hospodářská opatření v duchu rovnostářství a zajištění chudých obyvatel Paříže. Bylo zavedeno bezplatné vyučování, komuna se snažila zabezpečit bydlení pro všechny pomocí konfiskací, zavedla spoluúčast dělníků na vedení podniků a vyhlásila plné zrovnoprávnění žen. Představuje tak první pokus o vybudování státu na základech radikálního socialismu a marxismu a zároveň první praktické nastolení mnoha politických agend, které se staly klíčovými ve 20. století.

### Druhá internacionála
Roku 1889, po sedmi letech příprav, byla s Engelsovou podporou (Marx zemřel v roce 1883) ustavena Dělnická internacionála, která vešla do dějin jako Druhá nebo Sociálně demokratická internacionála. Byly z ní již vyloučeny tenkrát ještě vlivné anarchosyndikalistické strany a odbory, takže marxisté už měli jasnou převahu. Reprezentovala tehdy již početnou a vlivnou základnu marxistických stran a odborů ve všech významných industrializovaných zemích Evropy. Její vliv je patrný i z toho, že se jí podařilo na většině kontinentu prosadit 1. květen jako Svátek práce (1889) a 8. březen jako Mezinárodní den žen (1910). Socialistům se tehdy v řadě západoevropských zemí podařilo navíc vytvořit pro své příznivce síť institucí, která jim – podobně jako tradiční církve pro své věřící – dávala hmotnou i duchovní podporu, provázela je po celou životní dráhu a umožňovala zakotvit v prostředí stejně smýšlejících.

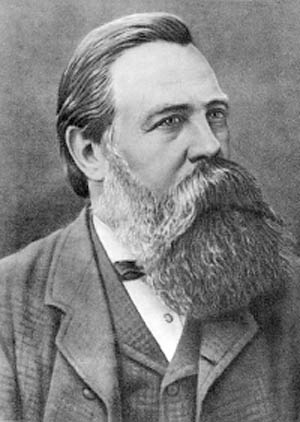
Friedrich Engels

Mnozí vlivní marxisté této epochy razili teorie méně revoluční než generace První internacionály, zejména pokud pocházeli ze zemí, v nichž byly marxistické strany legální. Erfurtský program německé sociální demokracie z roku 1891, jehož hlavními autory byli Karl Kautsky a Eduard Bernstein, požadoval legální účast na politickém životě a kladl důraz na vylepšení života dělníků spíše než na přípravu revoluce. Pražský rodák Kautsky, editor čtvrtého dílu Marxova Kapitálu a nejvlivnější marxista doby, to zdůvodňoval tím, že brzké zhroucení kapitalismu je nevyhnutelné tak jako tak. Jeho soudruh Bernstein, autor věty „hnutí je vším, konečný cíl ničím,“ dospěl až k úplnému zavržení revoluční cesty. Upřednostňoval rozvoj odborového hnutí a reformy prosazované demokratickou cestou, čímž se stal zakladatelem evolučního socialismu čili reformismu.
Rakousko-uherský austromarxismus, reprezentovaný jmény jako Victor Adler, Otto Bauer, Karl Renner a Max Adler, zpochybňoval marxistický internacionalismus a požadoval oddělené socialistické strany pro jednotlivé národnosti na území jediné země. Ve shodě s tímto názorem byla 7. dubna 1878 v Praze založena Českoslovanská sociálně demokratická strana, od roku 1893 již nezávislá na mateřské rakouské sociálně demokratické straně a sdružující česky mluvící marxisty.
V internacionále byli i radikálové jako Rusové Vladimir Iljič Lenin a Lev Davidovič Trockij nebo Němci Karl Liebknecht a Rosa Luxemburgová, kteří udržovali revoluční tradici komunismu a své umírněnější soudruhy odsuzovali jako „renegáty“. Leninova frakce, zvaná později bolševici, v roce 1903 si vytvořila samostatné vedení a částečně oddělila od zbytku Ruské sociálně demokratické dělnické strany, zvaného od té doby menševici, a vytvořila samostatnou frakci nazvanou Ruská sociálně demokratická dělnická strana (bolševiků), jež byla později přejmenována na Ruskou komunistickou stranu (bolševiků). Většina západoevropské levice však směřovala k umírněné sociální demokracii. Internacionála se rozpadla po vypuknutí 1. světové války a formálně zanikla roku 1916. Většina evropských socialistů totiž nechtěla dodržovat zásady internacionalismu ani připravovat světovou revoluci, ale podporovala válečné cíle vlád svých zemí.

## Státní komunismus
Západní sociálně demokratické strany ještě dlouho do 20. století teoreticky usilovaly o vytvoření rovnostářské společnosti. V praxi však byly již koncem 19. století začleněny do demokratických struktur a směřovaly spíše k budování sociálního státu. Jiný byl vývoj ve východní Evropě: 7. listopadu 1917 se bolševikům ve válkou a únorovou revolucí rozvráceném carském Rusku podařilo uskutečnit puč, jimi samými později nazývaný Velká říjnová socialistická revoluce. Tím vznikl první komunisty zcela ovládaný stát, po konsolidaci moci přejmenovaný na Sovětský svaz. Od té doby slovo komunismus označuje především tento typ politického režimu a ideologii, kterou hlásá. Marxistické hnutí se již ve 20. letech minulého století rozštěpilo na „komunisty“ sympatizující se Sověty či jejich ideovými dědici a „sociální demokracii“, která se slovům komunismus a revoluce víc a více vyhýbala.

### Lenin

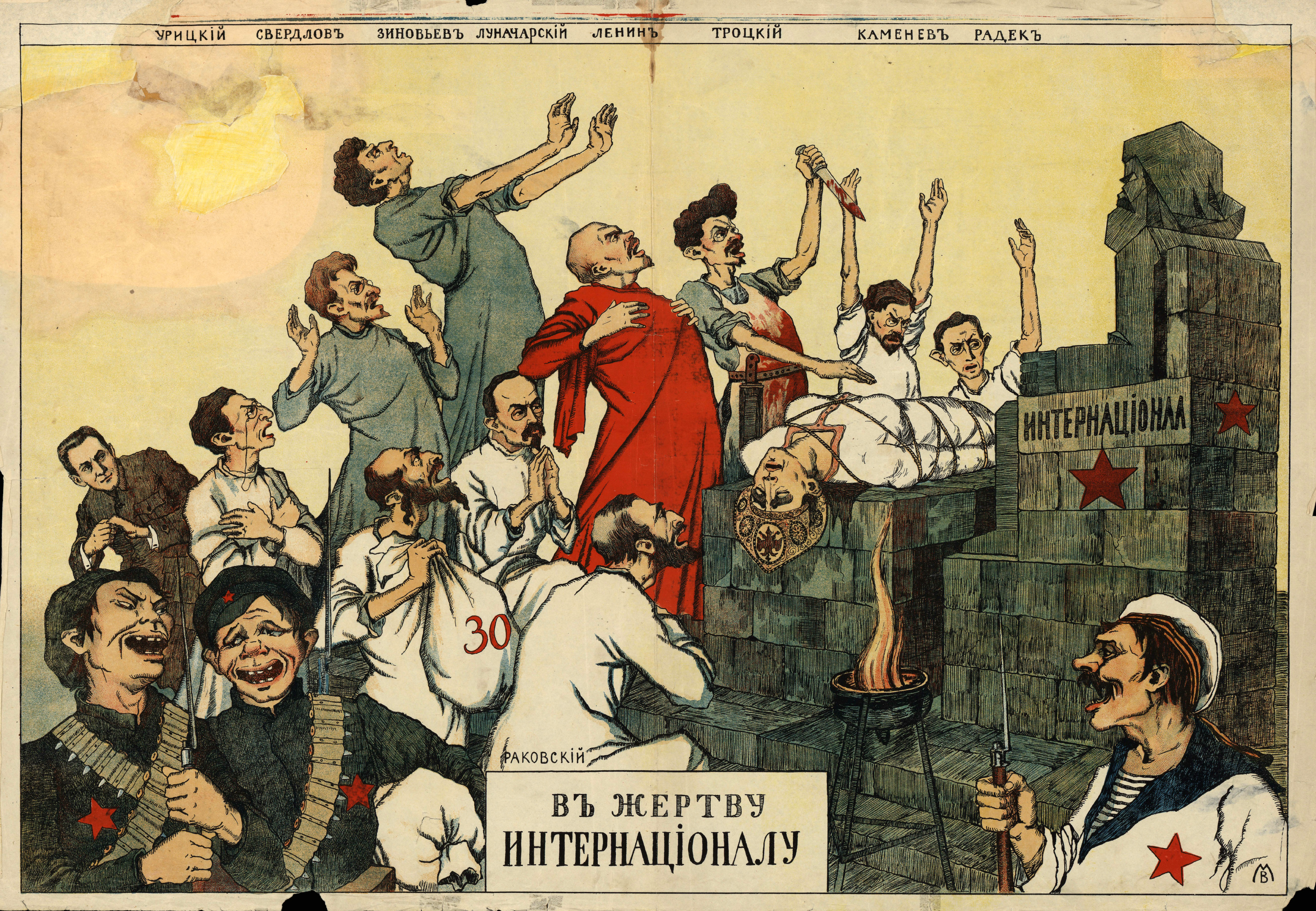
Bělogvardějský antibolševický plakát: Lenin, Trockij, Sverdlov, Kameněv, Zinovjev a další bolševičtí revolucionáři uctívají Marxe jako boha pro něhož na oltáři obětují Rusko

Vladimir Iljič Lenin byl (spolu s Trockým, který řídil bojové operace) hlavním organizátorem bolševického převratu, po němž se stal vůdcem nového státu a položil teoretické i praktické základy komunistické vlády pro budoucí desetiletí.
Lenin byl přesvědčen, že kapitalismus jeho doby dosáhl svého nejvyššího stadia, které označil jako imperialismus. Marxem předpovězená světová revoluce, která by ustavila komunistický režim na celé zeměkouli, je tedy nemožná, dokud je imperialismus v plné síle. Navzdory Marxově předpovědi však lze revoluci uskutečnit v zaostávající, zemědělsko-průmyslové zemi jako Rusko (v roce 1913 bylo Rusko podle HDP na 5. místě, těsně za Německem) právě proto, že zde je kapitalismus ještě slabý. Lenin doufal, že se k jeho povstání připojí dělnická třída i z jiných zemí. To se sice částečně splnilo, ale vzpoury v Německu i Maďarská republika rad byly rychle potlačeny.
Komunistické režimy samy sebe od počátku chápaly nikoliv jako dovršený komunismus (ve kterém podle Marxových a Engelsových předpovědí měl mimo jiné zaniknout stát), ale jen jako první fázi komunismu, později často zvanou (reálný) socialismus. Teoretické základy tohoto pojetí položil Lenin těsně před bolševickou revolucí knihou Stát a revoluce (1917). V ní uvedl, že před ustavením skutečného plného komunismu bude po blíže neurčenou „delší dobu“ existovat nižší stadium komunistické společnosti, mimo jiné za přítomnosti státu.

### Formování komunistické politiky
Po komunistickém převratu vypukla několikaletá ruská občanská válka. Drakonický válečný komunismus, tedy přídělové hospodářství s obrovskými nucenými odvody, nevedl ke zlepšení situace, ale naopak k hladomoru, protože pro vysoké odvody se nevyplatilo vyrábět potraviny. Proto Lenin roku 1921 nastolil Novou ekonomickou politiku, umožňující omezené podnikání v rámci socialistického systému. Odvody státu byly prudce sníženy na asi 10 % výnosu. Díky tomu výrazně stoupla produkce a v roce 1927 byla dosažena předválečná úroveň výroby.
Již během Leninovy vlády vznikla řada politik, které pak byly typické pro všechny komunistické státy. Část těchto politik usilovala o modernizaci a sociální výdobytky. Sem patří důraz na industrializaci (elektrifikační plán GOELRO se stal vzorem všech pozdějších hospodářských plánů); státem hrazené vzdělání a zdravotní péče; zrovnoprávnění všech občanů včetně žen. Jiné byly důsledkem marxistického fundamentalismu: likvidace politické soutěže a postupné podřízení celé společnosti komunistické straně a její ideologické kontrole; vyvlastňování a zestátňování; a především státní terorismus tajné policie Čeka. Politika Rudého teroru, zahájená v roce 1918, byla nařízena a schválena samotným Leninem a měla již během jeho života za následek statisíce obětí.
V důsledku úspěchů bolševiků se začaly podobně zaměřené strany formovat i jinde po světě, obvykle odchodem leninistických frakcí ze sociálně demokratických stran. V Československu tak 14. až 16. května 1921 vznikla samostatná Komunistická strana Československa, až do bolševizace na V. sjezdu 1929 jedna z největších komunistických stran mimo sovětské Rusko. Koordinaci mezinárodního hnutí zajišťovala Kominterna (Komunistická či Třetí internacionála), založená v Moskvě v březnu 1919. Jejím cílem bylo bojovat „všemi dostupnými prostředky včetně branné síly za svržení mezinárodní buržoazie a za vytvoření mezinárodní sovětské republiky jako přechodného stadia před úplným zrušením státu.“ Komunismus v meziválečném období sice v žádném vyspělém státě nezvítězil, těšil se zde však podpoře poměrně široké členské základny stran Kominterny i řady předních intelektuálů a umělců.

### Stalin
Lenin odešel z politiky ze zdravotních důvodů již roku 1922 a zemřel v lednu 1924. V několikaletém boji o moc mezi komunistickými vůdci, který vzápětí začal, zvítězil Josif Stalin. Svou moc Stalin vystupňoval i rozsáhlým terorem vůči potenciálním oponentům ve straně („čistky“), takže se brzy stal diktátorem s absolutní mocí, kterým zůstal až do své smrti v březnu 1953. Ke konci jeho života kult osobnosti, jak uctívání Stalina později pojmenoval jeho nástupce Nikita Sergejevič Chruščov, nabyl faraónských rozměrů.

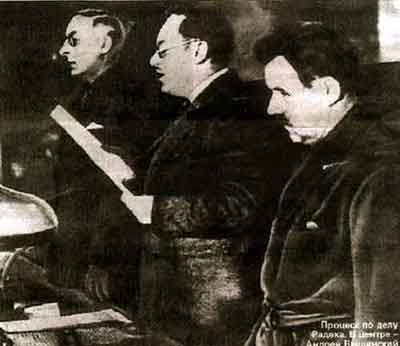
Generální prokurátor Andrej Vyšinskij čte obžalobu proti Karlu Radkovi během Moskevských procesů roku 1937

Po marném čekání na světovou revoluci Stalin přišel s pragmatickým programem „vybudování socialismu v jedné zemi“. Nejvýznamnější z vnitrostranických protivníků, které na cestě k moci smetl, Lev Davidovič Trockij, zastával levicovější pozici „permanentní revoluce“. Z tohoto sporu vzešla tzv. levá opozice, která později vedla ke zrodu trockistického hnutí a jeho Čtvrté internacionály. Trockisté kritizují komunistické režimy jako zrádce revoluce a dělnické třídy, již utlačují svou stranickou byrokracií.
Ačkoli oficiální sovětské statistiky tvrdily, že Stalinovy programy industrializace a kolektivizace zvýšily životní a kulturní úroveň, soudobý výzkum ukazuje, že takový vzrůst byl velmi nepatrný a že naopak čas od času docházelo k hospodářskému poklesu. Kolektivizace prováděná od roku 1929 v souladu s heslem „o zostřování třídního boje v období budování socialismu“ a doprovázená tvrdými represáliemi způsobila hospodářský rozvrat a dlouhodobou krizi zemědělství a vedla de facto ke znevolnění širokých vrstev zemědělského obyvatelstva. Politický teror spojený s kolektivizací vedl k masovému vraždění, deportacím předpokládaných odpůrců režimu do gulagu i k hladomoru na Ukrajině a v jihozápadním Rusku v letech 1932–33, kterému padlo za oběť několik milionů lidí, včetně několika členů rodiny Michaila Gorbačova, a který je označován za jednu z největších genocid v dějinách lidstva. Kolektivizace a industrializace proto spíše než ke zvýšení životní úrovně posloužily komunistickému režimu k upevnění totalitní formy vlády a k utužení kontroly obyvatelstva.
Čistky v Rudé armádě v letech 1936–39 navíc zlikvidovaly podstatnou část důstojnického sboru, což snížilo bojeschopnost armády v nadcházející druhé světové válce. Během období Stalinovy vlády byl prakticky odstraněn analfabetismus a podstatně zlepšeno zdravotnictví.[zdroj?]

### Druhá světová válka a vznik bipolárního světa
Po upevnění moci a uzavření smlouvy o neútočení s nacistickým Německem, v jejímž tajném dodatku si partneři rozdělili sféry vlivu, se Stalin odvážil mezinárodní agrese a po německé invazi do Polska obsadil koncem září 1939 jeho východní území, poté napadl i Finsko a obsadil baltské státy. Podle některých historiků si chtěl výhledově vojensky podrobit celou Evropu, avšak Adolf Hitler ho předešel a sám zaútočil na Sovětský svaz v červnu 1941. Je poměrně málo pravděpodobné, že motivem Stalinova jednání byla snaha o zabezpečení sovětské západní hranice a získání nárazníkového území pro očekávaný nacistický útok, jak to interpretovala oficiální sovětská propaganda. Stalin vnímal národně socialistický režim v Německu jako svého přirozeného dočasného spojence a zprávy o připravovaném útoku na Sovětský svaz odmítal jako snahu Británie o vyprovokování konfliktu mezi SSSR a Německem (přesto v té době v Sovětském svazu probíhalo rozsáhlé přezbrojování a reorganizace armády). Ještě po přepadení Sovětského svazu Stalin několik dní odmítal vzít tuto skutečnost na vědomí (předtím vydal přísný zákaz opětovat německou palbu nebo útočit na německá letadla). Je třeba připomenout předválečné sovětské pokusy o zformování evropské kolektivní obrany proti mocnostem Osy, které však byly Anglií a Francií právem odmítnuty jako součást skrývaného sovětského imperialismu – ukázalo se, že pobaltské státy, které byly přinuceny přijmout sovětskou „pomoc“, byly bez výjimky anektovány a svou nezávislost získaly zpět až po rozpadu sovětského impéria na začátku 90. let 20. století.

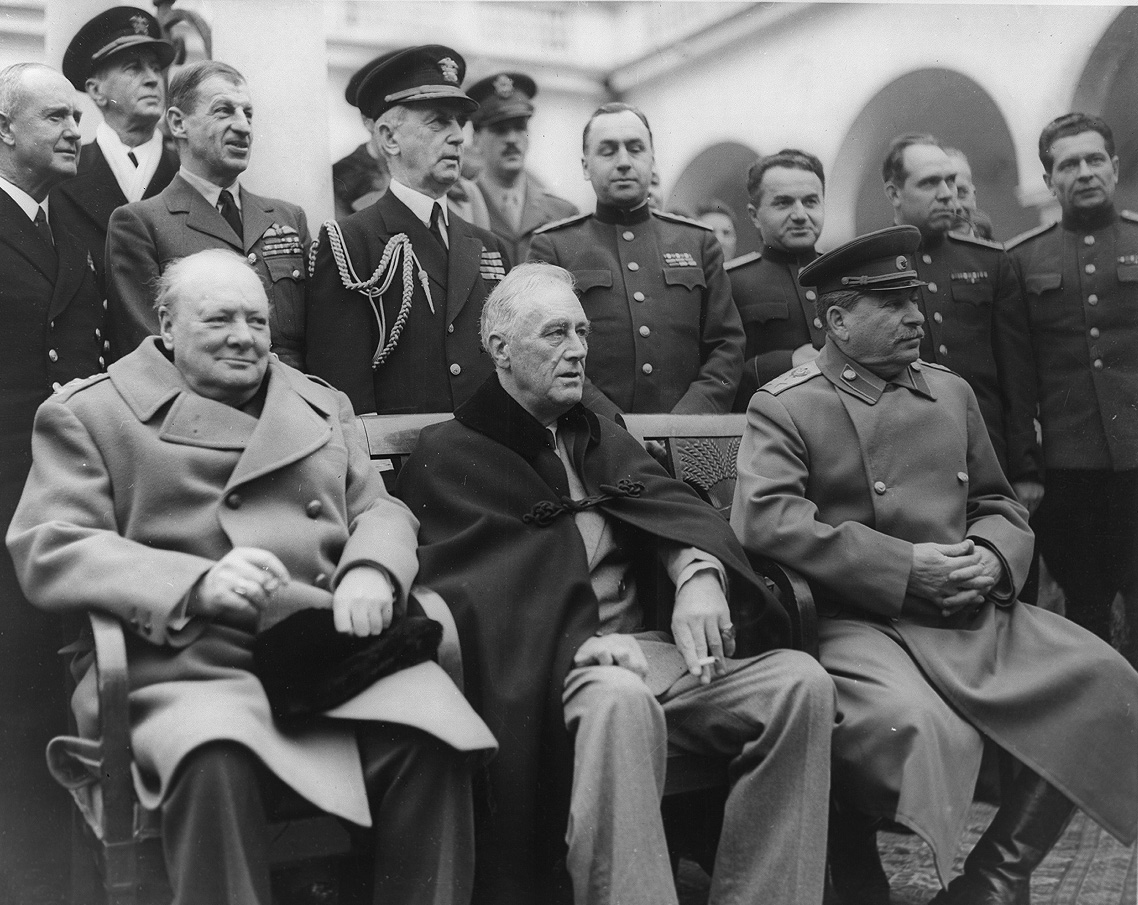
Stalin, Churchill a Roosevelt na konferenci v Jaltě v únoru 1945

Sovětský svaz se na počátku války dostal na pokraj porážky a jen díky obrovským obětem obyvatelstva dokázal v konfliktu, propagandisticky pojmenovaném Velká vlastenecká válka, vzdorovat. Ve válce zahynulo přes 20 milionů sovětských občanů a Sovětský svaz tak utrpěl největší ztráty ze všech účastníků 2. světové války. Stalin se ocitl na straně Spojenců a výměnou za jejich pomoc mimo jiné roku 1943 rozpustil Kominternu. SSSR se tak vymanil z mezinárodní izolace. Konečná porážka Osy v roce 1945 mu jako klíčové vítězné mocnosti umožnila významně rozšířit své území, zvýšit vliv na světovou politiku a postupně získat řadu satelitních států.
Československo, kde ve volbách roku 1946 získala nejvíc hlasů Komunistická strana, se po válce postupně dostávalo do sovětské sféry vlivu, nekrvavý převrat zvaný komunisty Vítězný únor zde proběhl mezi 17. a 25. únorem 1948. Gottwaldova Komunistická strana Československa převzala stalinistickou politiku nucené kolektivizace zemědělců, zestátnění ostatního podnikání a teroru proti odpůrcům režimu, třebaže slabšího než v předválečném Sovětském svazu. Zinscenované politické procesy končící drakonickými tresty, například popravy národně socialistické poslankyně Milady Horákové nebo bývalého generálního tajemníka KSČ Rudolfa Slánského, přesto zastrašily obyvatelstvo a přitáhly pozornost světové veřejnosti. I nadále sice existovala ohniska nesouhlasu, např. v prostředí katolické církve či později politického disentu a ze zahraničí po rozhlasových vlnách pronikaly myšlenky politické emigrace; s výjimkou období srpen 1968 – srpen 1969 se však komunistům až do listopadu 1989 podařilo udržet přinejmenším vnějškovou loajalitu většiny české a slovenské společnosti.
Po druhé světové válce se vztahy mezi Sovětským svazem a západními mocnostmi začaly rychle zhoršovat. Následující čtyřicetileté období mezinárodního napětí („studená válka“) a bipolárního světa, tedy světa rozděleného „železnou oponou“ mezi sféry vlivu supervelmocí SSSR a USA, přivedlo lidstvo několikrát na pokraj jaderné světové války. Sovětská propaganda líčila Spojené státy jako hlavního nepřítele a v první polovině 50. let prošla i vnitřní politika USA obdobím vystupňovaného antikomunismu, takzvaného mccarthismu.

### Sovětská supervelmoc
Za vlády Stalinova nástupce Nikity Chruščova se Sovětský svaz dostal na vrchol své moci. Mohutnými investicemi do zbrojení v některých oblastech technologie předehnal i Spojené státy; vyspělost sovětské raketové techniky demonstruje vypuštění první umělé družice (1957) i vyslání prvního člověka do vesmíru (1961).

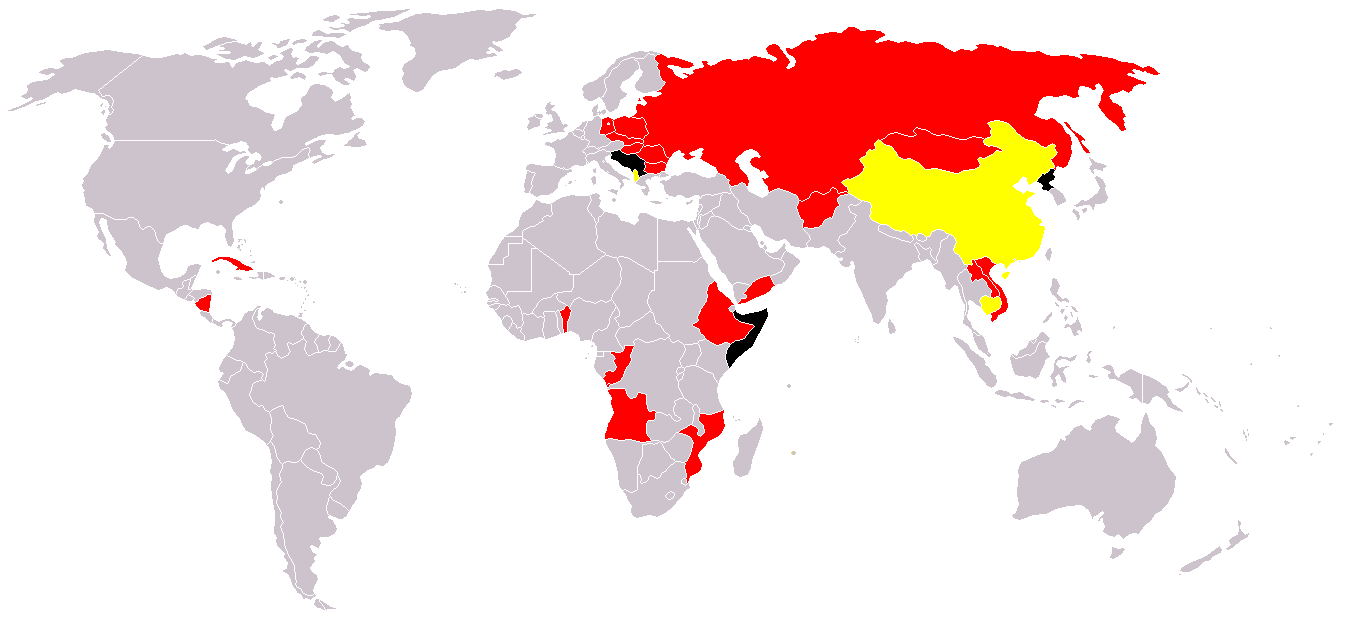
Komunistické státy v době studené války – červený je SSSR a jeho sféra vlivu, žlutá ČLR a její spojenci, černé nezávislé režimy

Chruščov v tajném projevu na XX. sjezdu KSSS v roce 1956 odsoudil excesy svého předchůdce a zmírnil útlak; i v mezinárodních vztazích nastalo dočasné uvolnění napětí. Komunistický blok však krvavě potlačil vzpoury nespokojených obyvatel jako východoněmecké povstání roku 1953, povstání dělníků v Poznani (1956) a především maďarské povstání (1956); po výstavbě berlínské zdi r. 1961 obnovení napětí se Západem definitivně stvrdila karibská krize na podzim 1962.
Vcelku se však náskok Západu v technologii a životní úrovni nejen nepodařilo dohnat, ale ještě se prohluboval. Po Chruščovově svržení se stagnace a zaostávání stalo patrným ve všech oblastech života. Málo kvalitní a ekologicky nešetrná výroba nedokázala pro SSSR zajistit ani dostatek potravin, takže bylo nutno importovat obilí. Běžným jevem se staly útěky obyvatel přes přísně střežené hranice na Západ nejen z politických důvodů, ale i za lepším životem. Sovětský blok si díky masivnímu zbrojení udržoval velmocenskou pozici, dlouhodobě však byla jeho situace bez hlubokých změn neudržitelná.
Na konci 60. let došlo k čínsko-sovětskému konfliktu, který se přenesl i do jihovýchodní Asie, kde Sovětský svaz podporoval Vietnam a Čína maoistické Rudé Khmery v Kambodži, což vyústilo ve vietnamskou invazi do Kambodže a čínsko-vietnamskou válku v roce 1979. Rudé Khmery v boji proti prosovětskému Vietnamu podporovaly i Spojené státy.

### Mezinárodní hnutí
Po druhé světové válce se další komunistické režimy ustavily ve střední a východní Evropě a východní Asii. Ve třetí čtvrtině 20. století převzaly moc marxisticky orientované politické strany v některých státech Třetího světa v Africe a Americe. Komunistické režimy tak byly vyzkoušeny v široké škále přírodních a společenských podmínek od agrárních rozvojových zemí jako Kuba nebo Kambodža až po vyspělé industrializované země jako Německá demokratická republika a Československo.

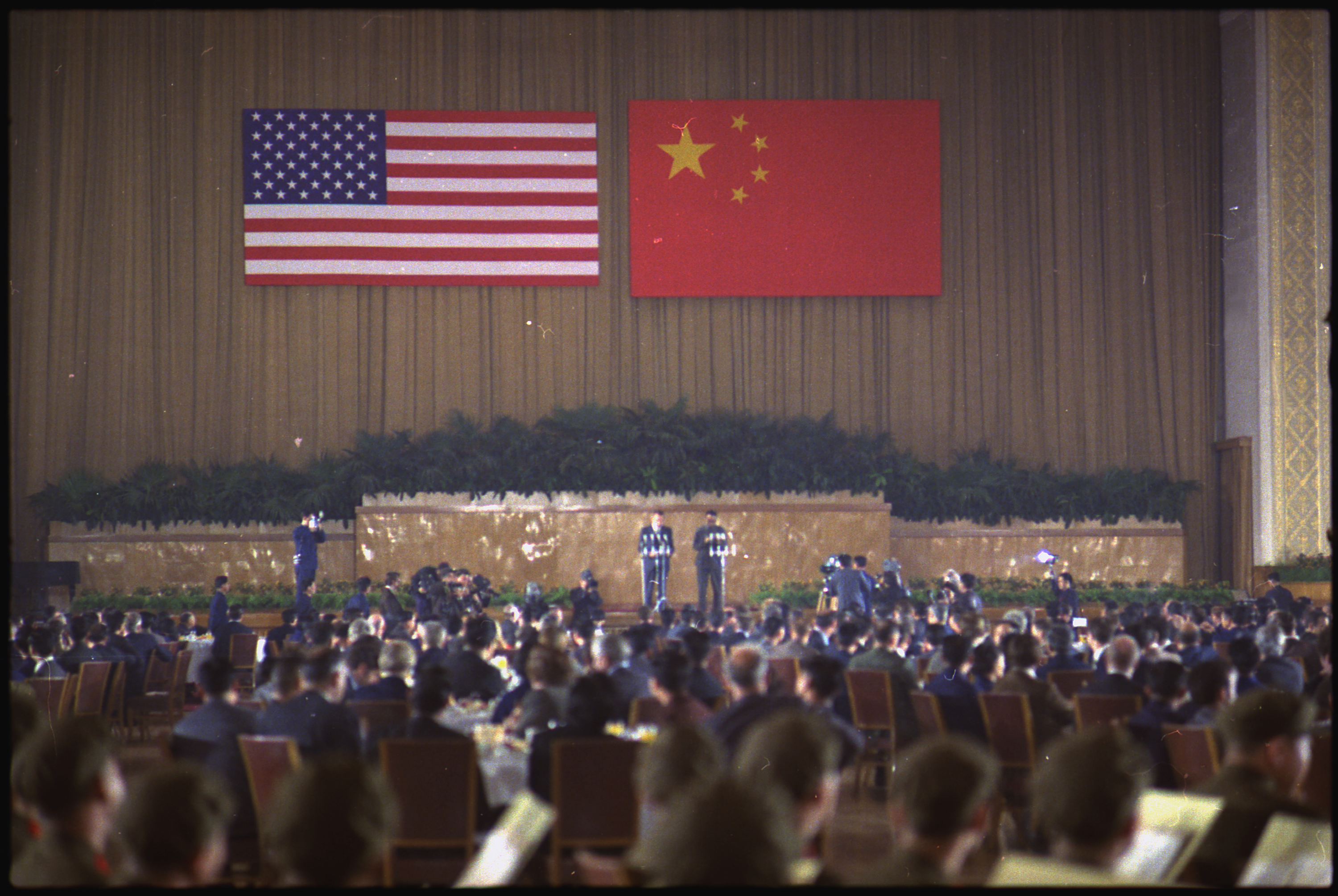
Setkání Richarda Nixona a Čou En-laje 21. února 1972 v období sbližování ČLR a USA, které bylo namířeno proti SSSR

Jugoslávští komunisté, jež vedl Josip Broz Tito, se brzy po válce vymanili ze sovětského vlivu a roku 1948 byli vyloučeni z Kominformy, poválečné nástupkyně Kominterny. K další velké roztržce došlo v roce 1959, kdy napětí mezi SSSR a ČLR „Velkého kormidelníka“ Mao Ce-tunga vedlo k otevřenému rozkolu obou komunistických velmocí, jenž roku 1969 vyvrcholil pohraničními boji a v 70. letech čínsko-americkým sbližováním.
Nárůst počtu a rozmanitosti komunistických zemí přinesl i nové přístupy, metody a politiky. Mezi ně patří například „rolnický komunismus“ Mao Ce-tunga, který v tradiční marxistické doktríně nahradil dělnictvo rolnictvem jako klíčovou hybnou silou; guerillové revoluční metody Che Guevary; „africký socialismus“ Julia Nyerera nebo genocidní režim Pol Pota, který se rozhodl vyvraždit všechny své „buržoazní nepřátele“, čímž během pouhých čtyř let (1975–1979) snížil počet obyvatel Kambodži zhruba o třetinu. Masové umírání zapříčinily i čínské kampaně Velký skok vpřed (1958–60) a Kulturní revoluce (1966–69), jimiž Mao zamýšlel urychlit pokrok ke komunismu a upevnit svou moc. Na druhou stranu Titova opatrná politika dokázala udržet národnostní i ekonomická napětí v Jugoslávii na uzdě a zajistit zemi respektované mezinárodní postavení.
Přes širokou škálu možností a dílčí úspěchy však komunistické režimy nikde nedostihly vyspělý Západ a nevymanily se z obecné tendence ke stagnaci. To bylo zvláště patrné na vývoji v rozděleném Německu nebo rozdělené Koreji, kde komunisty ovládaná část fungovala hospodářsky hůře než zbytek země.

### Reformismus a radikalismus
Zejména od 60. let části evropských komunistických stran podnikaly pokusy o reformu své ideologie. Prvním významným pokusem byla jugoslávská Skupina Praxis, působící od roku 1963 do zákazu v roce 1975. Kritizovala titoismus a stalinismus ve snaze obnovit autentický marxismus. Velkou pozornost získala i v levicových kruzích na Západě, jejích Letních škol na Korčule se účastnili marxisté a filosofové z celého světa.

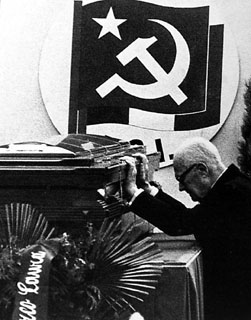
Sandro Pertini u rakve Enrico Berlinguera v roce 1984

Nejznámější reformou bylo pražské jaro 1968, československé reformní a demokratizační hnutí spojené s postavou Alexandra Dubčeka a snahou o „socialismus s lidskou tváří“. Teoretické úvahy v něm byly doprovázeny pokusem o přestavbu stalinistického režimu a tento proces měl širokou lidovou podporu. Rychlá demokratizace vyvolala v sovětském vedení strach, že se Československo vymaní z jeho vlivu. Vojenská intervence pěti „bratrských zemí“ pod vedením Sovětského svazu, zaštítěná tzv. Brežněvovou doktrínou omezené suverenity, proto reformy ukončila a uvrhla zemi do režimu tzv. normalizace. V tomto režimu, po období, ve kterém byly odstraněné následky bombardování ČSR v závěru 2. sv. války a obnovy zlikvidovaného průmyslu i zemědělství, byl více otevřen trh pro výměnu zboží a jeho export i na západní trhy a naopak. Také došlo k posílení soběstačnosti v živočišné a rostlinné výrobě. Ale toto obsazení Československa vojsky některých zemí Varšavské smlouvy, zároveň otřásla vírou mnoha Evropanů v komunismus či v jeho reformovatelnost.
Některé západoevropské komunistické strany odsoudily invazi do Československa v roce 1968, včetně španělské komunistické strany, která byla během Francova režimu v ilegalitě. V západní Evropě, zejména Itálii, Francii a Španělsku, se koncem 60. let začal prosazovat tzv. eurokomunismus, který zavrhl totalitní praxi SSSR a posunul komunistické strany blíže k sociální demokracii. Přestaly se řídit leninskými principy násilné revoluce a diktatury proletariátu, odmítly nárok sovětské komunistické strany na vedení celého mezinárodního hnutí a odsoudily zásahy Sovětského svazu v Maďarsku 1956 a Československu 1968. Velkou roli hrály i teze o tzv. historickém kompromisu z roku 1973 od Enrico Berlinguera, šéfa Komunistické strany Itálie, která v roce 1976 v parlamentních volbách v Itálii získala 34.4% hlasů.
Na druhou stranou se v 60. a 70. letech část mladých příznivců levice na Západě radikalizovala. Do módy se dostal maoismus a jiné radikální levicové ideologie, jejichž příznivci neváhali sáhnout k násilí a dokonce k terorismu; jím proslula zejména západoněmecká Frakce Rudé armády a italské Rudé brigády.

### Pád komunismu ve východní Evropě
Na konci 80. let došlo v Evropě k pádu komunismu, který způsobil jeho zásadní oslabení i ve zbytku světa. V osmdesátých letech byly potíže sovětského bloku již zcela zjevné. Ukázaly je události jako neúspěšná okupace Afghánistánu (1979–1989), vzestup nezávislého polského odborového hnutí Solidarita, který vedl k vyhlášení výjimečného stavu r. 1981, nebo neschopnost hospodářsky a technologicky čelit moderním zbrojním programům USA. Roku 1985 vedení Sovětského svazu převzal Michail Sergejevič Gorbačov, který se problémům pokusil čelit v duchu reformismu. Jeho přestavba (perestrojka) přinesla necenzurovanou veřejnou diskusi (glasnosť) a částečnou liberalizaci stagnující sovětské ekonomiky. Gorbačov veřejně odmítl Brežněvovu doktrínu a dal najevo, že Sovětský svaz nebude do dění ve státech východního bloku nijak zasahovat.

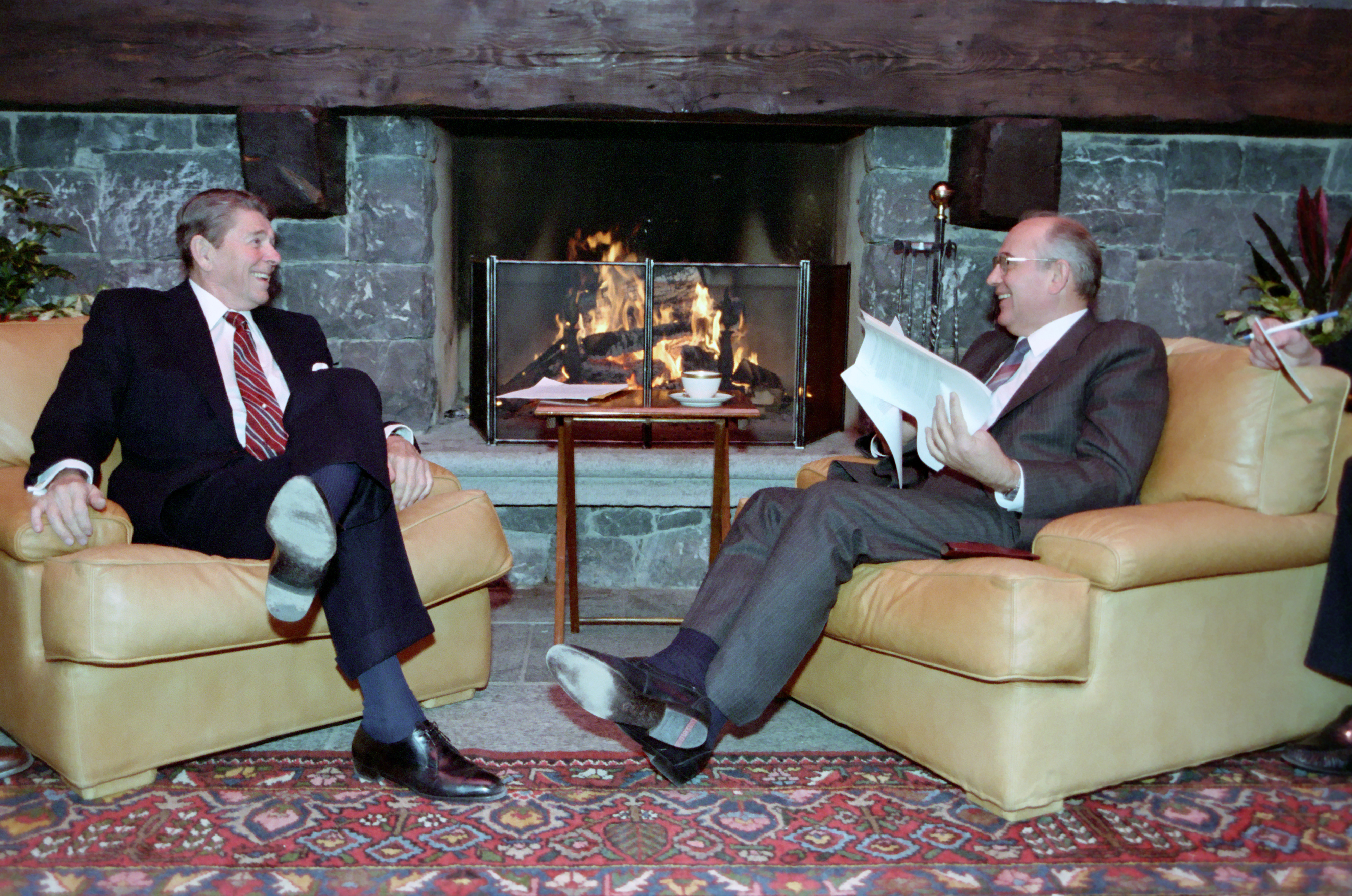
Gorbačov (vpravo) při odzbrojovacím jednání s prezidentem USA Reaganem

Brzy se však ukázalo, že občané chtějí nově nabyté svobody slova využít k tomu, aby řekli hlasité ne komunistickému režimu. V Polsku znovu povolená opozice v dubnu 1989 vyjednala svobodné volby, jež drtivě vyhrála. Další režimy se hroutily dominovým efektem a koncem roku 1989 již byly ve většině států střední a východní Evropy minulostí. Sovětský svaz se rozpadl po neúspěšném puči konzervativních komunistů roku 1991 a tím skončila epocha evropských komunistických států.
V Československu pád režimu spustila demonstrace studentů v Praze 17. listopadu 1989, jejíž účastníky brutálně zbila policie. Mohutné protirežimní demonstrace donutily vedení KSČ během několika dní k zásadním ústupkům rychle se formujícím opozičním hnutím Občanské fórum a Verejnosť proti násiliu. To umožnilo brzké obnovení demokracie.
Jiný přístup k reformě zvolilo čínské vedení v čele s Teng Siao-pchingem. Pod hesly „socialismu s čínskými rysy“ a „socialistické tržní ekonomiky“ umožnilo svobodu podnikání, což vedlo k rychlému ekonomickému růstu. Naopak liberální svobody a lidská práva režim nepodporuje, jak ukázalo krvavé potlačení studentských demonstrací v červnu 1989. Tento přístup mu umožnil udržet moc, třebaže je otázka, zda tržně orientovaný autoritativní systém ještě lze nazývat komunismus.
Vedle Číny si komunisté po roce 1989 udrželi neomezenou vládu i v několika dalších zemích (Kuba, Laos, Severní Korea a Vietnam), v jiných zemích včetně České republiky dále existují vlivné komunistické strany. V řadě regionů (Filipíny, Kolumbie a jinde) působí marxistické povstalecké jednotky, které ovládají nebo infiltrují rozsáhlá území.

### Postkomunismus

Obří portrét Mao Ce-tunga na bráně Nebeského klidu v Pekingu

V postkomunistických zemích probíhá proces právního, morálního a historického vyrovnání s bývalými režimy; zahrnuje rehabilitace obětí komunistických režimů a mnohde restituce vyvlastněného majetku. Celkový počet mrtvých a poškozených se obtížně odhaduje: například počet obětí Stalinova režimu v Sovětském svazu se v některých pramenech uvádí až 60 milióny mrtvých, ale po otevření sovětských archivů v 90. letech se nejčastěji uvádí 10 až 20 milionů obětí včetně hladomoru, vyvolaného nezasetím a velkým, dlouhotrvajícím suchem, ve 30. letech. V případě Maovy Číny se čísla dokonce pohybují v rozsahu 19,5 až 75 miliónů, především se jedná o oběti hladomoru po Velkém skoku vpřed v letech 1958 až 1962. Hladomor vyvolaný politikou Mao Ce-tunga patří v Číně mezi tabuizovaná témata a čínská média o této události neinformují.
Přímé popravy a vraždy komunistickými ozbrojenci tvoří menšinu ve srovnání s oběťmi nelidských podmínek v pracovních táborech, hladomorů vyvolaných komunistickou politikou a válek zapříčiněných komunisty. Historik Stéphane Courtois, editor Černé knihy komunismu, dospěl v její předmluvě k celkovému počtu 97 milionů mrtvých, to je však součet značně nepřesných dílčích odhadů počtů obětí v jednotlivých zemích.
Český Zákon o protiprávnosti komunistického režimu a o odporu proti němu komunistický režim odsoudil, lustrační zákony pak zabránily bývalým exponentům režimu působit ve veřejných funkcích. V řadě postkomunistických zemí vznikly zvláštní instituce, které se zabývají právní a historickou reflexí komunismu; v České republice to jsou především Úřad dokumentace a vyšetřování zločinů komunismu a Ústav pro studium totalitních režimů.
Po roce 1989 některé komunistické strany opustily původní ideologii, často směrem k sociální demokracii. Do voleb v roce 2022 parlamentní Komunistická strana Čech a Moravy si však zachovala komunismus v názvu a marxistickou orientaci.

## Symbolika

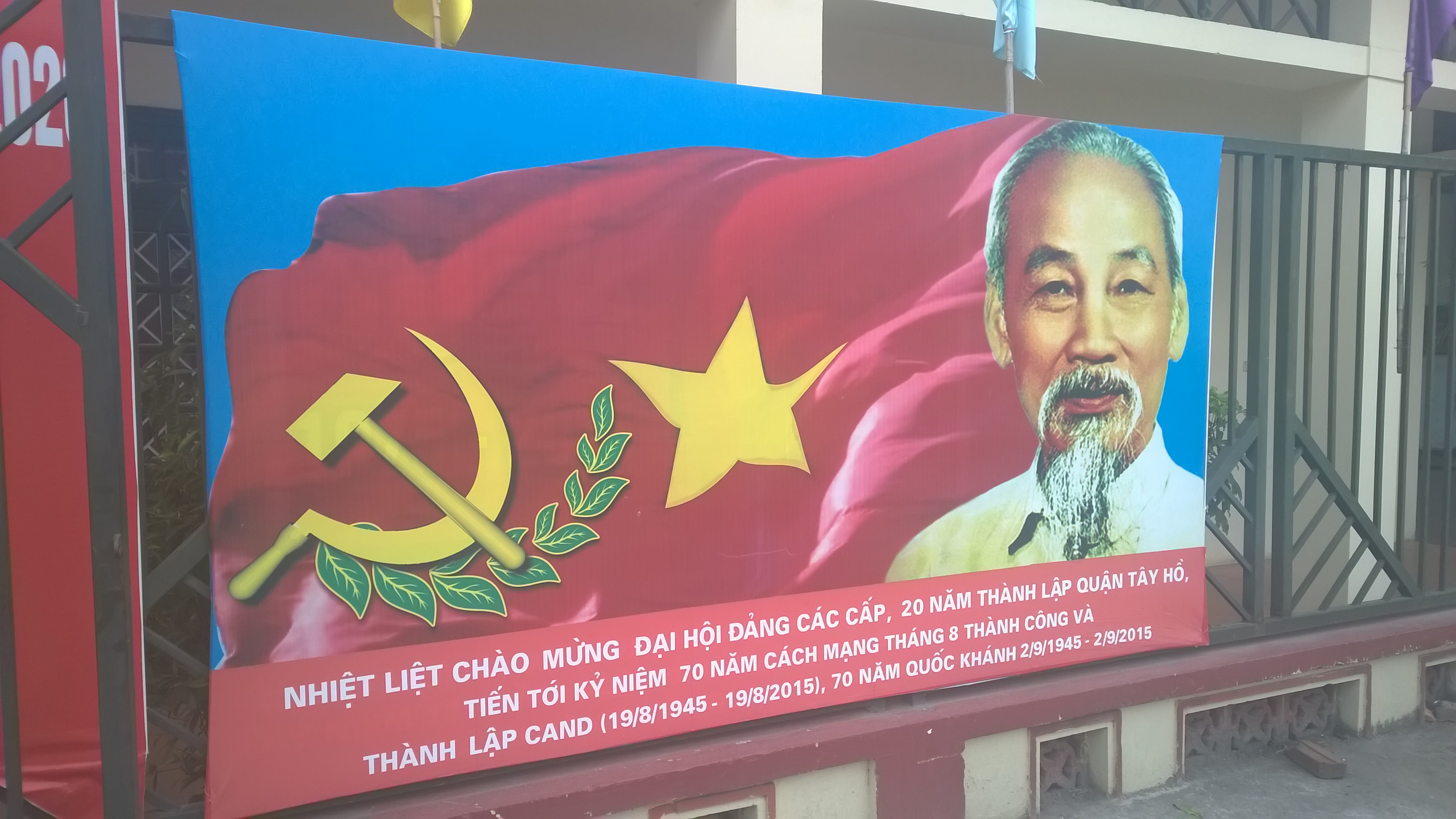
Komunistická propaganda v Hanoji ve Vietnamu

Symbolem marxistických politických hnutí se od Pařížské komuny stala rudá vlajka, používaná již dříve jakobíny v dobách Francouzské revoluce a francouzskými radikály během povstání roku 1848. Rudá pěticípá hvězda se používala již v době Marxově a nošena na pokrývce hlavy se stala symbolem příslušníků Rudé armády. Srp a kladivo jako symboly dělnictva a rolnictva přijalo na svou vlajku sovětské Rusko.
Píseň Internacionála (text Eugène Pottier, 1871, hudba Pierre De Geyter, 1888) se stala neoficiální hymnou levice brzy po svém vzniku a zpočátku sloužila i jako hymna Sovětského svazu. Při zpěvu se někdy zvedá ruka sevřená v pěst. Komunisté se navzájem oslovují „soudruhu“ nebo „soudružko“, v komunistických režimech se toto oslovení používá i mezi občany bez ohledu na stranickou příslušnost.

## Reflexe

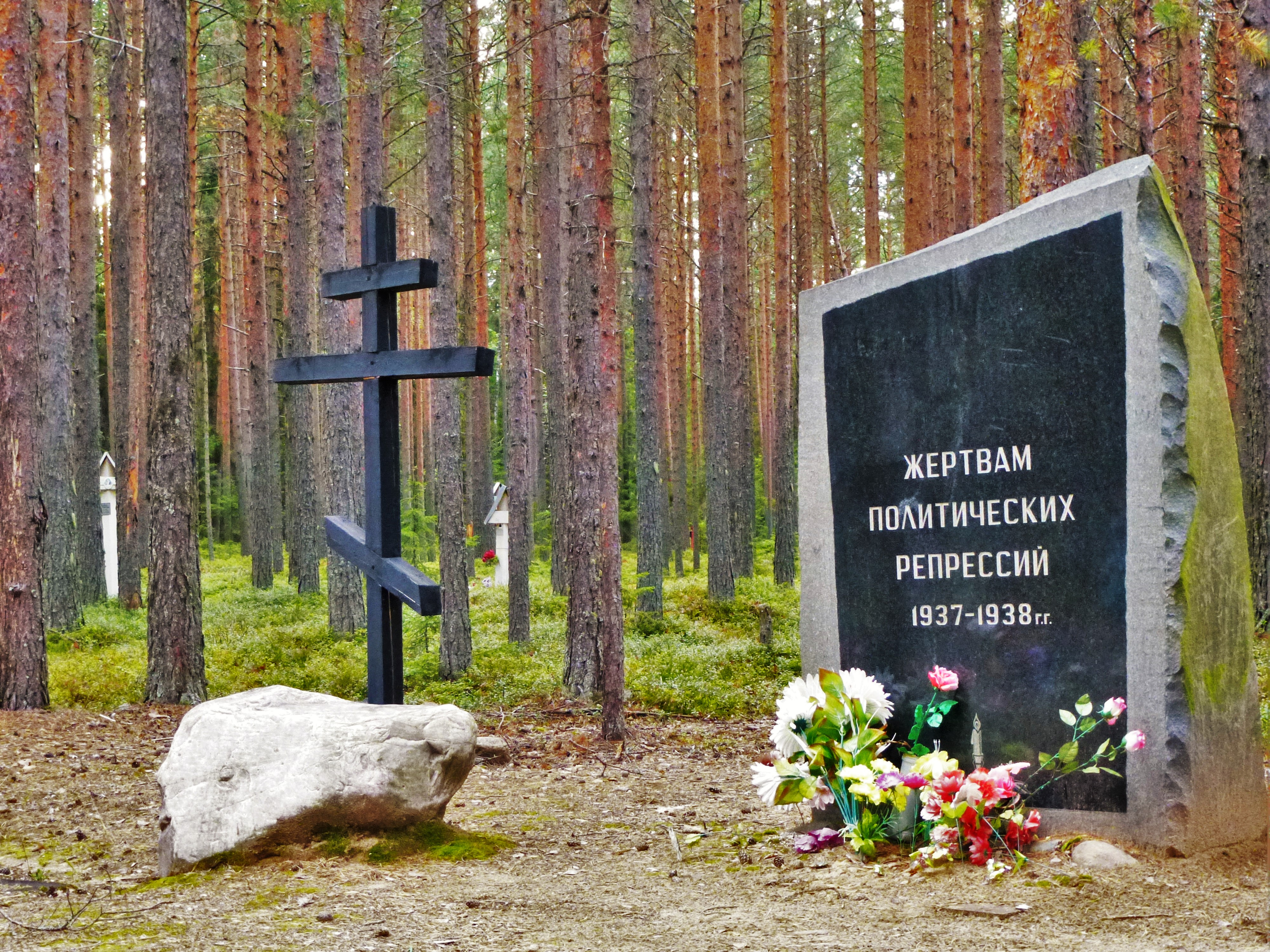
Pomník obětem Velké čistky z let 1937–1938 u Petrozavodska v Rusku

Komunismus je tématem mnoha historických a kronikářských děl, od sympatizujících reportáží Johna Reeda až po Černou knihu komunismu, jež vystavuje účet za milióny zmařených životů. Historií českého komunismu se zabývali například Karel Kaplan, Vilém Prečan, Jacques Rupnik a Jiří Suk, pěstuje se i jeho orální historie (např. Miroslav Vaněk, Pavel Urbášek) a sociologie (např. Jiří Kabele, Lubomír Mlčoch, Ivo Možný).
Politologická a filozofická reflexe komunismu byla vedena jak ze strany jeho sympatizantů, např. humanismus zdůrazňujícího „strukturního marxisty“ Louise Althussera či kritika stranické byrokracie Milovana Džilase, tak i odpůrců. Mezi ně patřili např. Hannah Arendtová, jež na stalinský a hitlerovský systém aplikovala pojem totalitarismus, nebo Karl Popper, kritik údajných historických zákonitostí, jež marxisté v dějinách objevují, a obhájce otevřené společnosti. Vlivné dějiny marxismu napsal Leszek Kołakowski.
Hospodářské principy komunismu podrobili kritice liberální ekonomové jako Ludwig von Mises, Friedrich Hayek a Milton Friedman. Podle jejich názoru musí státem řízená socialistická ekonomika zákonitě selhat už proto, že jí chybí tržní ohodnocení vstupů a výstupů. „Paradoxem ,plánování’ je, že nelze plánovat, protože neexistuje ekonomická kalkulace. To, co se nazývá plánovaným hospodářstvím, vůbec hospodářstvím není. Je to jenom systém tápání ve tmě.“ Obhájci mimo jiné poukazují na rozvojový význam komunistických sociálních programů. Noam Chomsky například na základě analýz indického ekonoma Amartyi Sena zdůraznil, že Indie a Čína byly před padesáti lety na „nápadně podobném stupni vývoje“, zatímco nyní Čína Indii zcela předstihla co se týče úmrtnosti, délky života a vzdělání. Zásluhu na tom má relativně rovnostářský přístup ke zdravotnictví a veřejná distribuce potravin, což Indii chybí.

#### Vybraná díla teoretiků komunismu
- BABEUF, Gracchus. Projevy, články a listy. Překlad Stanislav Lyer. Praha: SNPL, 1954. (Živé odkazy).
- GORBAČOV, Michail Sergejevič. Přestavba a nové myšlení pro naši zemi a celý svět. Překlad Miroslav Brož. Praha: Svoboda, 1987.
- LENIN, Vladimir Iľjič. Stát a revoluce : marxistické učení o státu a úkoly proletariátu v revoluci. Překlad Milena Kovářová. Praha: Otakar II., 2000. ISBN 80-86355-80-2.
- MARX, Karel; ENGELS, Bedřich. Komunistický manifest. Překlad Ivan Olbracht. Praha: SPN, 1970.
- MARX, Karel. Kapitál : kritika politické ekonomie. Praha: Svoboda, 1978-1980. 4 svazky.
- TROCKIJ, Lev. Co je permanentní revoluce?. Praha: Otto Girgal, 1930.

#### Vybraná literatura ke komunismu
- ARENDTOVÁ, Hannah. Původ totalitarismu I-III. Překlad Jana Fraňková ... et al; et al.. Praha: OIKOYMENH, 1996. ISBN 80-86005-13-5.
- COURTOIS, Stéphane, et al. Černá kniha komunismu : Zločiny, teror, represe. Svazek I a II. Překlad Zuzana Dlabalová. Praha-Litomyšl: Paseka, 1999. 2 svazky. ISBN 80-7185-196-5.
- DJILAS, Milovan. Nová třída : Kritika soudobého komunismu. Překlad Robert Vlach. Curych: DEMOS, 1977. ISBN 3-85633-002-X.
- FURET, François. Minulosť jednej ilúzie : esej o idei komunizmu v 20. storočí. Překlad Jarmila Le Tohic, Jana Šmelková, Peter Solivajs. Bratislava: Agora, 2000. ISBN 80-967210-4-6. (slovensky)
- KENEZ, Peter. A History of the Soviet Union from the Beginning to the End. 2. vyd. Cambridge etc.: Cambridge University Press, 2006. ISBN 0-521-86437-2. (anglicky)
- KOLAKOWSKI, Leszek. Main Currents of Marxism. Překlad P.S. Falla. New York, London: W.W. Norton, 2005. Dostupné online. ISBN 0-393-06054-3. (anglicky)
- MURAVCHIK, Joshua. Nebe na Zemi : vzestup a pád socialismu. Překlad Michael Žantovský. Praha: BB art, 2003. ISBN 80-7341-016-8.
- PIPES, Richard. Communism : a history. New York: Modern Library, 2001. (Modern library edition). Dostupné online. ISBN 0-679-64050-9. (anglicky)
- SERVICE, Robert. A History of Twentieth-Century Russia. Cambridge, MA: Harvard University Press, 1997. ISBN 978-0-674-40348-2. (anglicky)
- SERVICE, Robert. Soudruzi : Světové dějiny komunismu. Praha: Argo / Academia, 2009. ISBN 978-80-257-0105-8.
- VYKOUKAL, Jiří; LITERA, Bohuslav; TEJCHMAN, Miroslav. Východ : Vznik, vývoj a rozpad sovětského bloku 1944–1989. Praha: Libri, 2000. (Historická řada). ISBN 80-85983-82-6.
- O'SULLIVAN, John. Prezident, papež a premiérka. Překlad Petruška Šustrová. Praha: Ideál, 2007. ISBN 978-80-86995-02-1.

#### Levice
- Marxistický internetový archiv (anglicky)
- MLWerke.de – Hlasy proletářské revoluce (německy)
- Marxist.net (anglicky)
- Anarchy Archives (anglicky)
- Immanuel Wallerstein: Marx, marxismus-leninismus a socialistické zkušenosti v moderním světovém systému, 1992

#### Nekomunistické weby
- Museum of Communism (anglicky)
- Totalita.cz
- Vítězný únor – věnováno obětem komunismu